# Ian Happ
Ian Edward Happ (né le 12 août 1994 à Pittsburgh, Pennsylvanie, États-Unis) est un joueur de deuxième but et voltigeur des Cubs de Chicago de la Ligue majeure de baseball.

## Carrière
Joueur des Bearcats de l'université de Cincinnati, Ian Happ le 9e athlète réclamé en première ronde tour du repêchage de 2015 et est une sélection des Cubs de Chicago. Il perçoit une prime de 3 millions de dollars à la signature de son premier contrat professionnel avec les Cubs.
Happ débute professionnellement en ligues mineures avec des clubs affiliés aux Cubs en 2015 et gravit rapidement les échelons, atteignant le plus élevé, le Triple-A, à sa troisième saison en 2017. Mais le chemin vers les majeures est obstrué car les Cubs, champions de la Série mondiale 2016, comptent des joueurs étoiles à presque toutes les positions sur le terrain, et notamment sur Javier Báez au poste de joueur de deuxième but, où évolue généralement Happ.
Après de bonnes performances en offensive durant l'entraînement de printemps de 2017 des Cubs, le jeune frappeur ambidextre commence l'année dans les mineures avec les Cubs de l'Iowa. Il est classé second meilleur prospect des Cubs au début 2017, après Eloy Jiménez, un joueur de champ extérieur. Afin d'augmenter ses chances d'éventuellement obtenir un poste à Chicago, Happ partage son temps dans les mineures entre le deuxième but et le champ extérieur. Une pénurie temporaire de joueurs de champ extérieur avec le club majeur permet à Happ d'obtenir son premier ticket pour Chicago.
Ian Happ fait ses débuts dans le baseball majeur avec les Cubs de Chicago le 13 mai 2017 et est aligné au champ droit. Son premier coup sûr dans les majeures est un circuit frappé à son premier match, aux dépens de Carlos Martínez des Cardinals de Saint-Louis
.